# Кобна убавина
Кобна Убавина („Кобна Лепота“, енгл. Terrible Beauty (is born)) је трећи албум македонског састава Мизар објављен 2004. године. 

## Кобна Убавина 2004
- 1762